# Xiongmei (köping i Kina, lat 31,40, long 89,01)
Xiongmei (kinesiska: 雄梅, 雄梅镇) är en köping i Kina. Den ligger i den autonoma regionen Tibet, i den sydvästra delen av landet, omkring 280 kilometer nordväst om regionhuvudstaden Lhasa. Antalet invånare är 3 437. Befolkningen består av 1 693 kvinnor och 1 744 män. Barn under 15 år utgör 33 %, vuxna 15-64 år 62 %, och äldre över 65 år 4,0 %.
Genomsnittlig årsnederbörd är 477 millimeter. Den regnigaste månaden är juli, med i genomsnitt 153 mm nederbörd, och den torraste är december, med 6 mm nederbörd.